# Congress of Racial Equality
Der Congress of Racial Equality (kurz CORE) ist eine 1942 von weißen und schwarzen Gegnern der Rassentrennung gemeinsam gegründete Bürgerrechtsorganisation, die bereits in den 1940er Jahren Sitzstreiks als Protestmittel einsetzte. CORE gehörte in den 1960er Jahren zusammen mit Student Nonviolent Coordinating Committee (SNCC) zu den aktivsten Bürgerrechtsbewegungen.